# Liebenscheid
Liebenscheid ist eine Ortsgemeinde im Westerwaldkreis in Rheinland-Pfalz. Sie gehört der Verbandsgemeinde Rennerod an.

## Geografie
Die Gemeinde liegt im Westerwald zwischen Siegen und Limburg an der Lahn an der Landesgrenze zu Nordrhein-Westfalen und Hessen.
Die drei Ortsteile der Gemeinde sind Liebenscheid, Weißenberg und Löhnfeld. Zur Gemeinde gehören auch die Wohnplätze Erlenberghof und Schule Weißenberg-Löhnfeld.
Östlich von Weißenberg liegt das Dreiländereck der Bundesländer Nordrhein-Westfalen, Hessen und Rheinland-Pfalz.

## Geschichte
Liebenscheid geht vermutlich aus einer Befestigungsanlage zurück, die zur Kontrolle der in der Nähe verlaufenden Fernhandelsstraßen vom Rhein nach Frankfurt am Main und nach Leipzig errichtet wurde. Ob diese von Anfang an mit der späteren Burg Liebenscheid identisch war, ist unklar. Die Endung „-scheid“ deutet auf eine Gründung zwischen 1100 und 1300 hin. Vermutlich fiel der Ort 1323 zusammen mit Mengerskirchen von den Grafen von Molsberg an das Haus Nassau. Dort war er zunächst Teil des Haigergaus.
Erstmals erwähnt wurde Liebenscheid am 18. Juni 1341 in einem Teilungsvertrag zwischen den Söhnen des Grafen Heinrich I. von Nassau-Dillenburg. Heinrich I. von Nassau-Beilstein erhielt neben anderen Besitztümern Liebenscheid, das damit Teil der eigenständigen Grafschaft Nassau-Beilstein wurde. In den rund 200 Jahren der Existenz von Nassau-Beilstein war Liebenscheid zeitweise Residenz von jüngeren Brüdern der jeweils amtierenden Grafen. Teilweise wird auch von einer eigenständigen Grafschaft mit Sitz in Liebenscheid gesprochen.
Im Jahre 1360 erhielt Liebenscheid zusammen mit dem Nachbardorf Weißenberg auf Betreiben Heinrichs I. durch Kaiser Karl IV. die Stadtrechte, wobei der Kaiser den beiden Orten die gleichen Rechte wie die der Reichsstadt Wetzlar zusagte. Es folgte der Bau einer Befestigung mit Turm und Mauern. Zudem erhielt der Ort ein Gericht. 1452 stiftete der Beilsteiner Graf dem Mainzer Dompropst Heinrich eine Kapelle.
1561, mit dem Tod Johanns III., fiel Liebenscheid an Nassau-Dillenburg. 1584 wurde der Ort zum Standort eines Fähnleins des neu aufgestellten Landrettungswerks, einer Milizeinheit. 1587 begannen Bauarbeiten, um die verfallene Erste Stadtmauer durch eine neue Befestigungsanlage zu ersetzen, an denen der Kurmainzer Baumeister Georg Robin beratend mitwirkte. Es handelte sich um eines der ersten Festungsprojekte nach zeitgenössischem niederländischen Vorbild im Heiligen Römischen Reich. Bis mindestens 1594 hielten die Bauarbeiten an, eine Fertigstellung der Anlage erfolgte jedoch nicht. Ihre Reste wurden im Dreißigjährigen Krieg zerstört.
Im Gefängnis des Schlosses Liebenscheid wurden der Vater von Peter Paul Rubens, Jan Rubens, festgehalten, da er eine Affäre mit Anna, der Ehefrau des Grafen Wilhelm I. von Oranien-Nassau, hatte. 1582 wurde, ebenfalls wegen Ehebruchs, der Theologe Gerhard Eobanus Geldenhauer dort inhaftiert.
Nach dem Tod Wilhelm Ludwigs von Nassau-Dillenburg fiel Liebenscheid 1620 an die Grafschaft Nassau-Dietz. Im Dreißigjährigen Krieg litt Liebenscheid unter seiner Lage an einer wichtigen Heerstraße von den Niederlanden nach Süddeutschland. 1632 wurden 16 Haushaltungen gezählt, 1644 noch acht. In Weißenberg wurden 1632 zehn Haushaltungen verzeichnet, 1650 noch vier. Für 1738 werden in Liebenscheid wieder 34 Feuerstätten genannt.
Kirchlich gehörte Liebenscheid spätestens 1663 zum Kirchspiel Neukirch. Die Schule für das gesamte Kirchspiel befand sich in Liebenscheid, war aber Überlieferungen zufolge häufig nicht mit einem Lehrer besetzt. Sie wird 1592 erstmals erwähnt. Kurz vor 1545 wurde die Reformation eingeführt und bis 1579 durchgesetzt. 1755 spalteten sich Weißenberg und Liebenscheid als Kirchspiel von Neukirch ab. 1779 wurde ein Pfarrhaus fertiggestellt.
Am 1. April 1969 wurden die bis dahin selbstständigen Gemeinden Löhnfeld und Weißenberg eingemeindet.
Der Ort Oberliebenscheid befand sich wohl etwas mehr als einen Kilometer westlich von Liebenscheid. Im Jahr 1440 wurde der Ort von Truppen der Grafen von Sayn in einer Auseinandersetzung mit Nassau-Beilstein angegriffen und niedergebrannt, worauf er wüst fiel.

### Löhnfeld
Der heutige Gemeindeteil Löhnfeld wurde erstmals im Jahr 1300 erwähnt. Er wurde ebenfalls in der Auseinandersetzung von 1440 zum Teil niedergebrannt, fiel aber anders als mehrere ähnlich behandelte Dörfer der Umgebung nicht wüst. Zu diesem Zeitpunkt hatte Löhnfeld bereits eine eigene Kapelle. Spätestens 1707 gab es einen Heimberger im Ort und spätestens 1786 einen Winterschulmeister. Im Jahr 1511 werden sechs Eigenleute ein Einwohner genannt, 1589 fünf Häuser im Ort. 1641 war Löhnfeld, wohl als Folge des Dreißigjährigen Krieges, unbewohnt. 1643 werden wieder drei Mann, ein Weib und drei Kinder genannt. 1648 gab es sechs Häuser, 1738 zehn Feuerstätten, 1750 60 Bewohner und 1818 99 Einwohner.
1362 wird erstmals das Dorf Kramphausen genannt, das sich rund 500 Meter östlich von Löhnfeld befand. Spätestens 1731 war Kramphausen nicht mehr bewohnt.

### Weißenberg
Weißenberg wurde erstmals 1350 urkundlich erwähnt. 1746 baute die Gemeinde eine Kapelle, in der spätestens 1793 Schule gehalten wurde. Auch für Weißenberg ist 1707 erstmals ein Heimberger verbürgt. Für 1560 werden zwölf Hausgesessen im Ort genannt. 1607 lebten dort sechs Mann, 1643 ein Mann, eine Witwe und ein Kind. 1684 werden vier Familien in Weißenberg genannt 1723 16 Haushalte, 1782 97 Einwohner und 1818 167 Einwohner.
Kulturdenkmäler

## Politik

### Gemeinderat
Der Gemeinderat in Liebenscheid besteht aus zwölf Ratsmitgliedern, die bei der Kommunalwahl am 9. Juni 2024 in einer personalisierten Verhältniswahl gewählt wurden, und dem ehrenamtlichen Ortsbürgermeister als Vorsitzendem.
Die Sitzverteilung im Gemeinderat:
| Wahl | WGG *             | WGS **            | Gesamt   |
| ---- | ----------------- | ----------------- | -------- |
| 2024 | 5                 | 7                 | 12 Sitze |
| 2019 | per Mehrheitswahl | per Mehrheitswahl | 12 Sitze |

### Bürgermeister
Michael Seyfarth wurde am 3. Juli 2024 Ortsbürgermeister von Liebenscheid. Bei der Direktwahl am 9. Juni 2024 hatte er sich mit einem Stimmenanteil von 55,0 % gegen einen Mitbewerber durchgesetzt.
Seyfarths Vorgängerin Mechthild Hoffmann hatte das Amt seit 2014 inne und kandidierte 2024 nicht erneut als Ortsbürgermeisterin.

### Wappen
Die Blasonierung lautet: „Gespalten von Gold und Blau; rechts ein blaues Antoniuskreuz mit zwei angehängten blauen Glöckchen, links ein rotbewehrter und -gezungter goldener Löwe.“

## Wirtschaft und Infrastruktur

### Verkehr
- Westlich der Gemeinde verläuft die B 54, die von Limburg an der Lahn nach Siegen führt.
- Die nächste Autobahnanschlussstelle ist Haiger/Burbach an der A 45 Dortmund–Aschaffenburg, etwa elf Kilometer entfernt.
- Der nächstgelegene ICE-Halt ist der Bahnhof Montabaur an der Schnellfahrstrecke Köln–Rhein/Main.
- Die nächstgelegene Anbindung an den Luftverkehr bietet der Flughafen Siegerland, der sich an der westlichen Grenze der Gemeinde befindet.